# Jekaterina Foertseva
Jekaterina Aleksejevna (Katja) Foertseva (Russisch: Екатерина Алексеевна Фурцева) (Vysjni Volotsjok, 7 december [O.S. 24 november] 1910 – Moskou, 24 oktober 1974) was een prominent Sovjet-Russisch politica. Zij was onder meer minister van Cultuur van de Sovjet-Unie (1960-1974), secretaris van het Centraal Comité van de Communistische Partij van de Sovjet-Unie (1956-1960) en eerste secretaris van het Moskouse stadcomité van de CPSU (1954-1957). In de jaren 1957-1961 was ze lid van het Politbureau, het hoogste orgaan binnen de Sovjethiërarchie. Ze was de eerste (en tot 1990 de enige) vrouw die ooit van dit orgaan deel uitmaakte. In haar hoogtijdagen stond ze bekend als "de rode tsarina van Rusland".

## Biografie

### Jonge jaren
Jekaterina Foertseva werd geboren in een dorp bij Vysjni Volotsjok in het Russische gouvernement Tver. Haar moeder Matrjona Nikolajevna werkte daar in een textielfabriek, haar vader Aleksej Gavrilovitsj kwam in 1914 om het leven in de Eerste Wereldoorlog. Na haar schoolopleiding werkte ze in haar geboorteplaats enkele jaren als weefster in dezelfde textielfabriek als haar moeder. Daarnaast kreeg ze belangstelling voor de luchtvaart en volgde op dat gebied cursussen bij Aeroflot in Leningrad. Vervolgens studeerde ze in de jaren 1937-1941 in Moskou aan het Instituut voor Fijnchemische Technologie, alwaar ze in 1941 afstudeerde als scheikundig ingenieur. In 1935 trouwde ze met de piloot Pjotr Bitkov, die haar in 1942, kort na de geboorte van hun dochter Svetlana (vernoemd naar de dochter van Stalin), echter weer verliet.

### Politieke carrière
Foertseva's politieke carrière begon al in 1924, toen ze lid werd van de communistische jeugdorganisatie Komsomol. Binnen deze organisatie vervulde ze gedurende de jaren dertig diverse bestuursfuncties, onder meer in de stad Feodosia en de oblast Koersk. In 1930 trad ze tevens toe tot de communistische partij (VKP(b), in 1952 omgedoopt tot CPSU). In de loop van de jaren veertig klom ze geleidelijk op in de partijhiërarchie, aanvankelijk in Koejbysjev en vervolgens als secretaris (1942-1945), tweede secretaris (1945-1948) en eerste secretaris (1948-1950) van de Moskouse rajon Froenze. Enerzijds werd ze in deze periode gevreesd om haar compromisloze loyaliteit aan Jozef Stalin, anderzijds wist ze indruk te maken door haar redevoeringen uit het hoofd af te steken in plaats van deze voor te lezen, wat hoogst ongebruikelijk was. Bovendien beschikte ze over een dermate krachtig stemgeluid dat ze geen microfoon nodig had om een volle zaal toe te spreken.
Op voorspraak van president Nikolaj Sjvernik kreeg Foertseva in 1949 een audiëntie bij Jozef Stalin. Hierop maakte haar carrière snel een sprong voorwaarts: op 25 januari 1950 werd ze tweede secretaris van het partijcomité van de stad Moskou en op 29 maart 1954 eerste secretaris. Dit was een zeer invloedrijke functie, die later onder meer zou worden bekleed door Viktor Grisjin en Boris Jeltsin. Ze bleef deze vervullen tot 26 december 1957.

### Landelijke politiek
In 1950 werd Foertseva verkozen tot lid van de het Sovjetparlement, de Opperste Sovjet. In 1952 hield ze een toespraak voor het 19de partijcongres, het laatste partijcongres uit de Stalinperiode, en tijdens datzelfde congres werd ze tevens verkozen tot kandidaat-lid van het Centraal Comité van de partij. Op 25 februari 1956 promoveerde ze tot volledig (stemgerechtigd) lid van dit lichaam. Twee dagen later werd ze tevens lid van het partijsecretariaat en kandidaat-lid van het Politbureau, destijds "presidium" geheten. Op 29 juni 1957 werd ze, als eerste vrouw in de geschiedenis, gepromoveerd tot volwaardig lid van dit orgaan, het hoogste beleidsmakende orgaan van de Sovjet-Unie. Vooral de combinatie van beide functies, die van partijsecretaris en Politbureaulid, maakte Foertseva tot een van de machtigste personen van de Sovjet-Unie.
Foertseva lag erg goed bij de nieuwe sterke man van de Sovjet-Unie, Nikita Chroesjtsjov, steunde hem tijdens diens destalinisatie en werkte in 1957 mee aan de val van zijn politieke tegenstanders Malenkov, Molotov en Kaganovitsj. Ze bezocht hem regelmatig in zijn datsja, vergezelde hem tijdens buitenlandse reizen en er werd druk gespeculeerd over een geheime verhouding tussen Chroesjtsjov en de "rode tsarina van Rusland", zoals ze door journalisten werd genoemd.
In werkelijkheid had Foertseva in die tijd echter een relatie met een getrouwde man, de diplomaat Nikolaj Firjoebin, die Sovjetambassadeur was in respectievelijk Tsjechoslowakije (1954-1955) en Joegoslavië (1955-1957). Ze reisde regelmatig naar het buitenland om hem te bezoeken. Deze "seksuele revolutie" wekte bij de Sovjetleiding wrevel op. Uiteindelijk liet Firjoebin zich scheiden van zijn vrouw en trouwde hij met Foertseva. Firjoebin werd bevorderd door onderminister van Buitenlandse Zaken en vestigde zich met zijn vrouw in Moskou.

### Minister van Cultuur
Niet alleen Foertseva's liefdesleven, maar ook haar voorliefde voor modieuze outfits, haar dure smaak en haar voor Sovjetbegrippen exorbitante levensstijl werden niet door iedereen op prijs gesteld. Vanaf 1960 verloor zij geleidelijk haar prominente positie binnen de partijtop, waarschijnlijk naar aanleiding van een door de KGB afgeluisterd telefoongesprek waarin Foertseva zich kritisch had uitgelaten over Chroesjtsjov.
Op 4 mei 1960 verloor Foertseva haar positie als partijsecretaris en werd ze in plaats daarvan benoemd tot minister van Cultuur van de Sovjet-Unie. Ze werd hiermee de enige vrouw binnen de Sovjetregering. Hoewel dit op zichzelf geen oneervolle functie was, was het wel een degradatie. Op 17 oktober 1961 verloor ze bovendien haar plaats in het Politbureau en in 1962 zelfs haar zetel in de Opperste Sovjet. Vanwege de vernedering die hiermee gepaard ging, deed Foertseva in november 1961 een zelfmoordpoging, die echter mislukte.
De eerste twee jaar van haar ministerschap was Foertseva tevens vicepremier in de regering van Chroesjtsjov. Ook na diens afzetting in 1964 mocht Foertseva als minister van Cultuur aanblijven in de regering van Aleksej Kosygin; ze is deze functie tot haar dood in 1974 blijven vervullen. In 1966 keerde ze bovendien terug in de Opperste Sovjet. Niettemin werd haar politieke rol steeds verder uitgehold en aan het einde van haar leven was deze inmiddels gereduceerd tot een zuiver representatieve functie, die uit weinig meer bestond dan het organiseren van culturele avondjes voor de Kremlintop.
Toch is ze gedurende de veertien jaren van haar ministerschap van grote invloed op de Sovjetcultuur geweest, zowel in positieve als in negatieve zin. Enerzijds bestreed ze "onproletarische" kunst genadeloos, anderzijds zette ze zich met name in op het gebied van film en theater. Ze stond onder meer aan de wieg van het Internationaal filmfestival van Moskou, het Internationaal Tsjaikovski-concours en het Loezjnikistadion.

### Overlijden
Jekaterina Foertseva overleed op 24 oktober 1974 op 63-jarige leeftijd. De officiële doodsoorzaak was hartfalen en dit was ook de lezing die haar dochter Svetlana steeds is blijven volhouden. Waarschijnlijker is echter dat Foertseva zelfmoord heeft gepleegd. Ze had datzelfde jaar meerdere tegenslagen te verwerken gekregen: ze was opnieuw niet herkozen in de Opperste Sovjet, haar man ging vreemd en ze was door de partij op de vingers getikt voor een datsja die ze met partijgeld voor haar dochter had laten bouwen. Ze werd bijgezet op de Novodevitsjibegraafplaats in Moskou.

## Onderscheidingen
Foertseva werd viermaal onderscheiden met de Leninorde. Daarnaast ontving ze de Orde van de Rode Vlag van de Arbeid, het Ereteken van de Sovjet-Unie en diverse medailles.
- Bibliothèque nationale de France: cb127772428 (data)
- Gemeinsame Normdatei: 13268568X
- International Standard Name Identifier: 0000 0000 5548 113X
- Library of Congress Control Number: n97866029
- Nationale Bibliotheek van Letland: 000161167
- National Archives and Records Administration: 10573825
- Nationale Bibliotheek van Tsjechië: js2007400461
- Nationale Bibliotheek van Polen: a0000002242266
- Nederlandse Thesaurus van Auteursnamen: 310163633
- LIBRIS: 187706
- SNAC: w63k9gzc
- Système universitaire de documentation: 15300844X
- Virtual International Authority File: 55314536
- WorldCat: E39PBJv4k8pRqfmxQMbVj7cHG3